# Delta Schuitenbeek

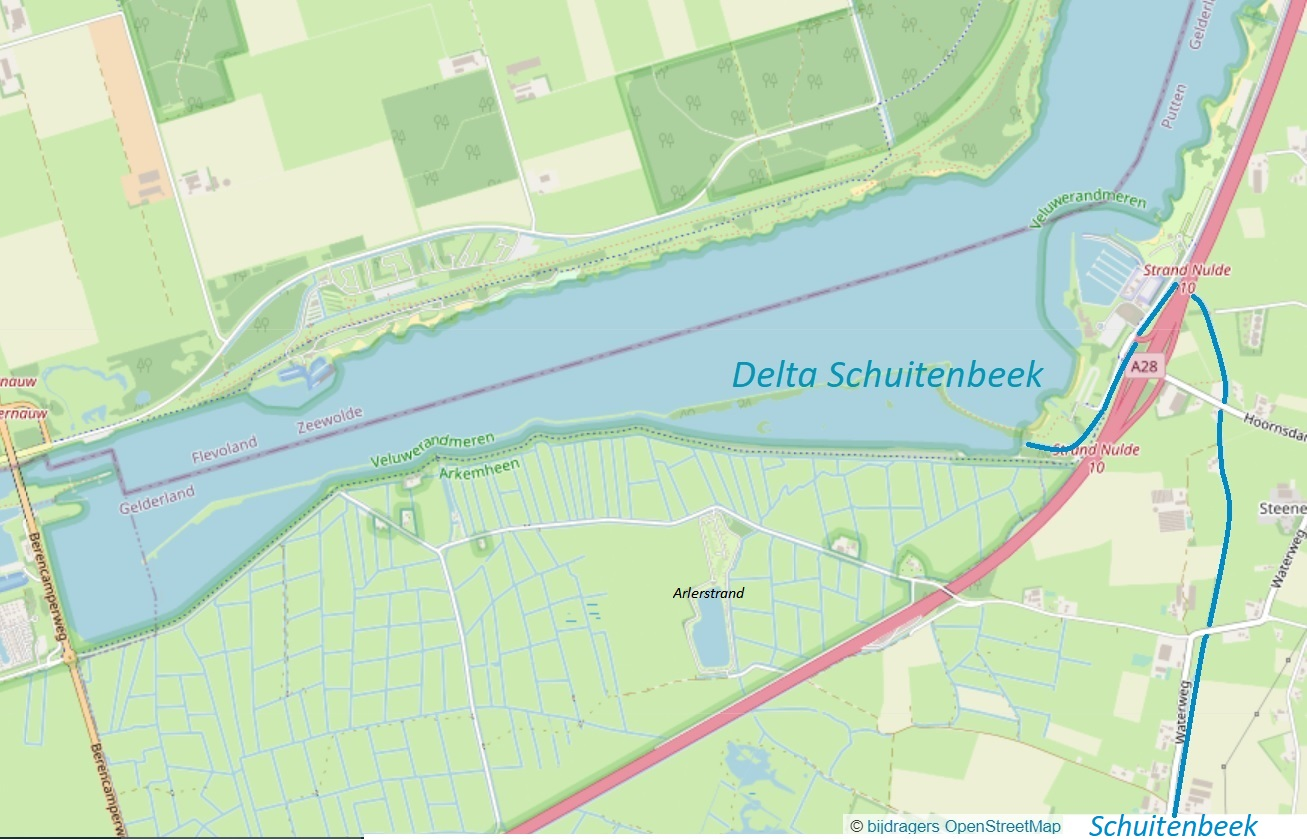
Locatie van Delta Schuitenbeek

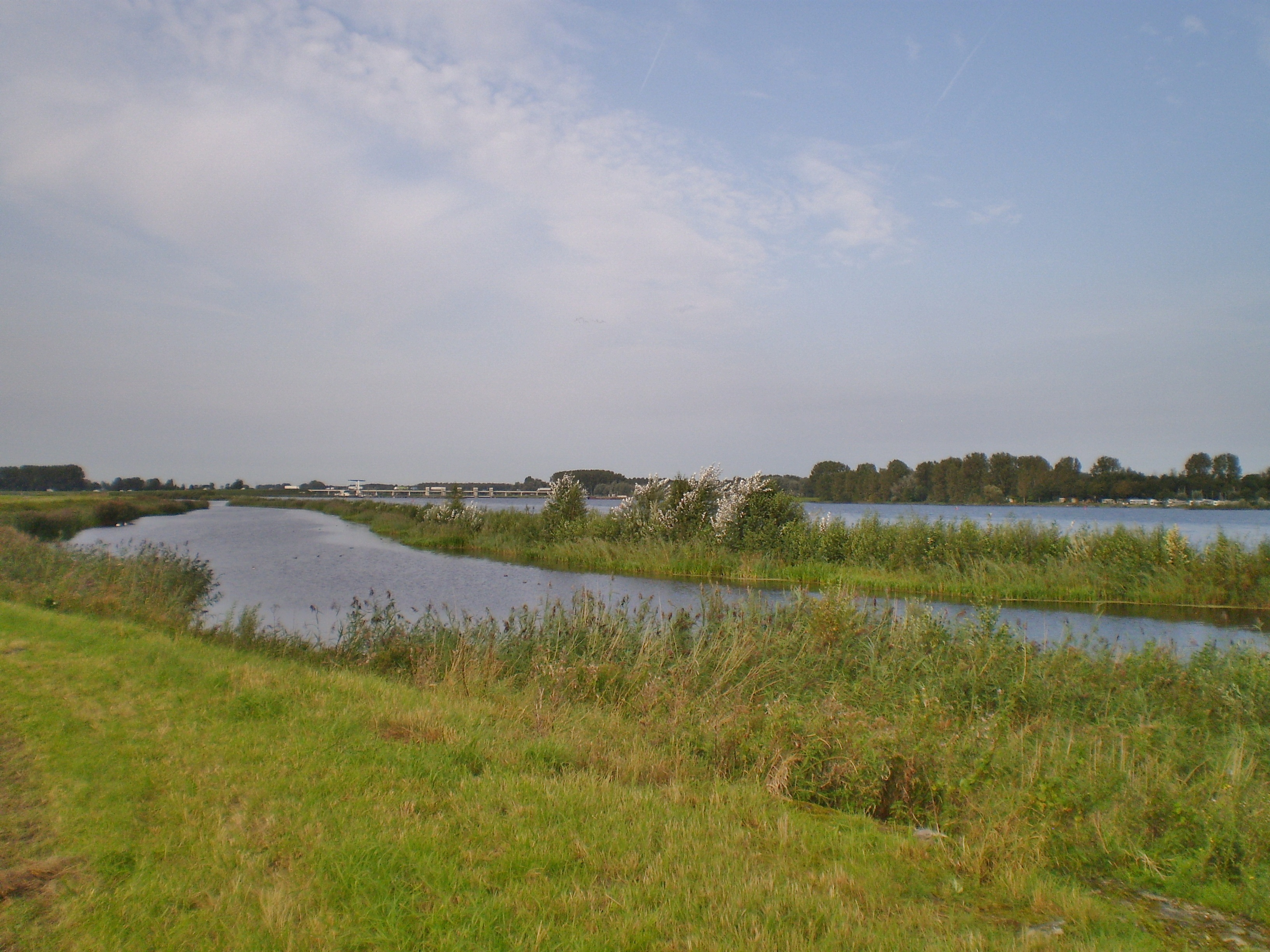
Delta Schuitenbeek in de richting van de brug

Delta Schuitenbeek is in natuurgebied van 57,8 hectare tussen Nulderhoek en Nijkerkersluis in de Nederlandse provincie Gelderland.

## Moerasfilter
De randmeren raakten in de twintigste eeuw steeds meer vervuild met fosfaten en nitraten, waardoor veel algengroei ontstond. Om deze groei tegen te gaan werd tussen 2001-2002 de monding van de Schuitenbeek verlegd. Door Rijkswaterstaat werd aan de zuidzijde van het Nuldernauw langs de bestaande oude Zuiderzeedijk en nieuwe afleidingsdijk gebouwd met een lengte van bijna 3800 meter. In het langwerpige gebied tussen de beide dijken zijn enkele eilandjes aangelegd. De lage dam zorgt ervoor dat het water in het moeras niet in contact staat met het Nuldernauw. De breedte van de delta varieert tussen 40 en 300 meter. Na het verleggen van de monding van de Schuitenbeek loopt het met fosfaten en nitraten vervuilde beekwater niet langer rechtstreeks in het Nuldernauw, maar stroomt door de delta richting de Nijkerkersluis. Zo moet in de delta moerasgebied ontstaan waar het vervuilde water van de Schuitenbeek doorheen stroomt naar het Wolderwijd en het Nuldernauw. Het nieuw gevormde natuurgebied is onderdeel van de Ecologische hoofdstructuur. 
Op andere plaatsen als Harderwijk, Zeewolde en Elburg zijn zuiveringsinstallaties gebouwd. Verder worden de randmeren ververst met water uit de Flevopolders. 

## Natuurgebied
Door de aanleg van eilandjes werd de diversiteit in het natuurgebied vergroot. In het natuurgebied staat een vogelkijkhut. De moerasplanten zouden als helofytenfilter de fosfaten en nitraten uit het langsstromende water moeten halen. De rietaanplant in het ondiepe water sloeg echter slecht aan, waarschijnlijk doordat ganzen de jonge planten opvraten. 